# Hobovše pri Stari Oselici
Hobovše pri Stari Oselici je naselje u slovenskoj Općini Gorenjoj vasi - Poljane. Hobovše pri Stari Oselici se nalazi u pokrajini Gorenjskoj i statističkoj regiji Gorenjskoj. 

## Stanovništvo
Prema popisu stanovništva iz 2002. godine naselje je imalo 61 stanovnika.